# Nice Oliveira
Maria Eunice da Silva de Oliveira (São Paulo-SP, 30 de Agosto de 1965), conhecida artisticamente como Nice Oliveira, é uma cantora, compositora e ministra de música cristã contemporânea brasileira. Reconhecida por sua voz marcante e interpretação emotiva, tem dedicado sua trajetória musical à propagação da fé por meio de canções de louvor e adoração.

## Biografia
Nascida em São Paulo, Nice Oliveira cresceu em um lar cristão, onde desde criança já participava de cultos e reuniões cantando com o apoio da família. Teve incentivo especial do pastor Benjamin Felipe Rodrigues (in memoriam) e de sua esposa missionária Rosalina Militão Rodrigues (in memoriam) na Igreja Assembleia de Deus Ministério de Perus que acompanharam seus primeiros passos na música.
Mãe do pastor Levi Fernandes e avó de três netos, Nice Oliveira sempre conciliou sua vida familiar com o ministério musical.

## Carreira Musical
A carreira profissional de Nice Oliveira teve início em 1993, com o lançamento de seu primeiro álbum, “Levantai-vos”, considerado um marco em sua trajetória. O trabalho trouxe canções que marcaram época, como “Hora de Partir”, “A Cada Passo”, “A Árvore da Cruz”, “Um Povo Santo” e “Rosa Vermelha”.
Em 1996, a cantora lançou seu segundo álbum, “Adorai”, que consolidou ainda mais seu ministério musical, apresentando sucessos como “Vaso de Valor”, “O Jovem Perdido”, “O Senhor é a Nossa Justiça” e “Senhor do Amor”.
No ano de 2003, veio o álbum “Vou Continuar, É Só Jesus Querer”, com destaques para as faixas “Vou Continuar”, “O Oleiro e o Vaso” e “Madrugada Fria”.
Em 2008, lançou o projeto comemorativo “15 Anos de Louvor”, uma coletânea com 11 canções que revisitou seus maiores sucessos, entre eles “Vaso de Valor”, “Vou Continuar”, “Hora de Partir” e “O Oleiro e o Vaso”.
Dois anos depois, em 2010, apresentou um álbum inédito, “Explosão de Milagres”, que marcou profundamente seu ministério através da canção “Espírito Enche a Minha Vida”.
Em 2011, Nice Oliveira lançou outra coletânea, intitulada “As Melhores”, reunindo 10 músicas de destaque de sua carreira, como “Solidão”, “O Jovem Perdido” e “Quem Ama”.
No ano de 2012, a cantora realizou um projeto especial ao gravar um álbum com hinos da Harpa Cristã, livro de cânticos oficial da Assembleia de Deus, interpretando 10 canções que fazem parte da tradição da música cristã e inspiram fiéis há gerações.
Já em 2017, retornou com um trabalho inédito, “Pra Te Fazer Um Vencedor”, trazendo músicas que marcaram nova fase de sua carreira, como “Grande Campeão”, “Promessa”, “Pra Te Fazer Um Vencedor” e “Olaria de Deus”, esta última em parceria com seu filho, o Pr. Levi Fernandes.
A partir de 2019, Nice Oliveira passou a investir em lançamentos digitais, acompanhando a nova era da música. Nesse ano, apresentou o single “Paz no Vale”, uma canção que transmite fé e esperança em meio às adversidades.
Em 2020, lançou o single “Troféu de Vitória”, simbolizando a recompensa divina pela perseverança e vitória espiritual.
No ano seguinte, 2021, lançou duas novidades: a canção inédita “Hora da Vitória”, que fala sobre superação e conquista, e um remake especial de “O Oleiro e o Vaso”, clássico de sua carreira, reafirmando a mensagem de entrega e transformação em Deus.
Mais recentemente, em 2025, apresentou ao público a canção “Rosto de Cristo”, que expressa o anseio dos fiéis em ver a face de Jesus, explorando tanto a experiência terrena quanto a esperança da vida eterna. A música também reflete sobre as representações de Cristo ao longo da história, buscando transmitir uma visão mais triunfante e alegre.
Sua obra é marcada por letras de fé, esperança e adoração, alcançando igrejas e eventos evangélicos em várias regiões do Brasil.

## Discografia
- Levantai-vos (1993)
- Adorai (1996)
- Vou Continuar, É Só Jesus Querer (2003)
- 15° Anos de Louvor - As Melhores (2008)
- Explosão de Milagres (2010)
- As melhores - Vol. 01 (2011)
- Harpa Cristã - Vol. 01 (2012)
- Pra Te Fazer Um Vencedor (2017)
- O Rei Está Voltando (2018)
- Paz no Vale (2019)
- Troféu de Vitória (2020)
- Hora da Vitória (2021)
- O Oleiro e o Vaso (2021)
- Rosto de Cristo (2025)
- Dono da Festa (2025)

## Estilo Musical
O estilo de Nice Oliveira está inserido na música cristã contemporânea, com influência da música congregacional e do louvor pentecostal. Suas canções geralmente apresentam mensagens de encorajamento espiritual e consagração a Deus.

## Vida Pessoal
Nice Oliveira valoriza intensamente a família, sendo mãe e avó dedicada, e continua atuando em igrejas, congressos e eventos evangélicos.